# Regione di Hardap
La regione di Hardap è una regione della Namibia con capoluogo Mariental e 63 571 abitanti al censimento 2001 situato nella parte centrale del paese. Il 46% della popolazione vive in aree urbane mentre il 54% in aree rurali.

## Società

### Lingue e dialetti
Le lingue più diffuse nella regione sono l'afrikaans e il damara, parlate dal 44% degli abitanti

## Geografia antropica

### Suddivisioni amministrative
La regione è suddivisa in 6 distretti elettorali:
- Rehoboth Rurale
- Rehoboth Urbano Est
- Rehoboth Urbano Ovest
- Gibeon
- Mariental Rurale
- Mariental Urbano